# Racquel Vasquez
Racquel Vasquez (* 1969 oder 1970 in Los Angeles) ist eine US-amerikanische Politikerin. Sie ist seit 2016 Bürgermeisterin der Stadt Lemon Grove, Kalifornien.

## Leben
Racquel Vasquez wuchs in Los Angeles auf. Sie studierte Medienmanagement an der California State University, Northridge und schloss das Studium 1993 mit einem Bachelor ab. Zwei Jahre lang, von 1997 bis 1999, arbeitete sie als Programmmanagerin für die Stadt Newport News, Virginia und 16 Jahre im Bereich Öffentlichkeitsarbeit der Stadt San Diego. Sie zog 2001 nach Lemon Grove um. Dort war sie für die Stadt Referentin für Öffentlichkeitsarbeit und ab 2007 zusätzlich Planungskommissarin. Mitglied des Stadtrates war sie seit 2012. Sie ist Trägerin des President's Volunteer Service Awards.
Sie ist verheiratet und hat zwei Töchter.

## Bürgermeisterin
Im Jahr 2016 wurde sie als Nachfolgerin von Mary Sessom mit einem Vorsprung von 2,71 Prozent zur Bürgermeisterin der Stadt Lemon Grove gewählt, als erste afroamerikanische Bürgermeisterin im San Diego County.